# Cristian Vasile (muzician)
Cristian Vasile (n. 8 mai 1908, Brăila – d. 15 iunie 1974, Sibiu) a fost un cântăreț român de muzică ușoară cu voce de tenor, din perioada interbelică.
A interpretat celebra piesă Zaraza, înregistrată la Berlin, în 1931.

## Biografie
S-a născut joi 8 mai 1908 la Brăila ,⁷fiind primul copil al familiei Virginia și Gheorghe Vasile.

### Copilăria
A fost numit Cristian după numele bunicului, Hristache, tatăl mamei sale. Acesta le-a adus părinților o mare bucurie, mai ales că Gheorghe (tatăl) își dorea foarte mult un băiat, să aibă cine să-i ducă numele mai departe. Când copilul avea doar patru luni, Gheorghe Vasile, judecător de profesie, a fost transferat de la Brăila la Hârșova, apoi, la scurt timp, la Parchetul Tribunalului din Constanța. Din Hârșova, Gheorghe ajungea din când în când acasă cu o cursă, pe Dunăre, însă din Constanța, cu mare greutate își revedea familia. 

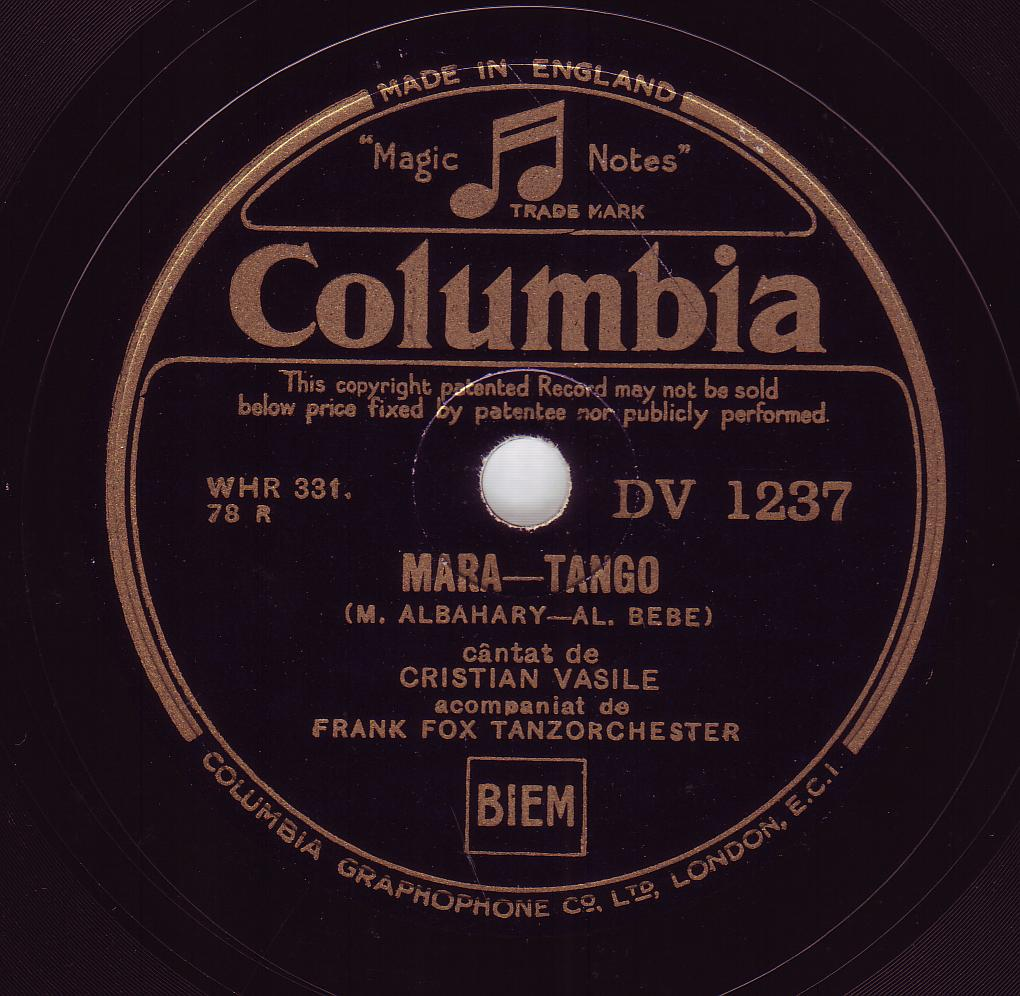
Disc Columbia, Viena 1933

Gheorghe și-a adus în cele din urmă familia aproape, la Hârșova. Pe când Cristian avea un an și șase luni, a venit pe lume al doilea copil al familiei Vasile. Tot un băiat. A fost numit Virgiliu, după mama sa, Virginia.
Împreună cu părinții, cei doi copii mergeau din când în când la restaurantul din parc, unde cânta o orchestră. "Când îl luau cu ei pe Cristian - spune dr. Nicu Teodorescu, muzicolog, autorul volumului «Ultimul trubadur» -, acesta stătea numai în preajma orchestrei, sorbindu-i cântările. Asculta cu atenție, urmărea mișcările dirijorului și se minuna cum treceau melodiile pe la diferite instrumente.
Acasă punea pe o măsuță din curte o măturică, pe care Virginia o folosea la periatul covoarelor și, alături, făcălețul de mămăligă, apoi se așeza pe scăunelul lui și începea concertul. Era un fel de om-orchestră." Cei care îl vedeau se minunau de talentul copilului și-i spuneau mamei sale că micuțul va ajunge probabil dirijor, bun instrumentist sau un mare cântăreț, cum avea miere în glas, așa frumos îngâna tot felul de cântece pe care le auzise în parc.
Anii au trecut, iar Cristian a pășit în clasa I. A început școala la Viziru, județul Brăila, unde tatăl său fusese avansat pe linie judecătorească. Vremurile nesigure ale anului 1914 l-au determinat pe Gheorghe Vasile să-și înscrie copilul în anul următor la o școală din Brăila.
În prima parte a lunii septembrie 1914, Cristian a asistat la un spectacol al unei companii de operetă care l-a impresionat. Printre actori s-a numărat și faimosul Nae Leonard, pe care Cristian l-a urmărit cu mare atenție. L-a marcat vocea acestuia și eleganța costumației lui. Poate că nu degeaba peste ani a fost supranumit "Leonardul muzicii ușoare românești".
Viața liniștită a "orașului cu salcâmi", după cum numea urbea Mihail Sebastian, coleg de clasă cu Cristian Vasile, a fost tulburată însă. Vâltoarea războiului cuprinsese întreaga țară. Gheorghe Vasile a fost concentrat la Brigada 17 infanterie, Regimentul 9 Vânători, cantonat la Balcic. Și-a făcut "botezul focului" la Topraisar-Amzacea. A dat dovadă de mare vitejie. A primit distincția "Coroana României cu spade în grad de cavaler". Regimentul său s-a retras apoi în Moldova. 
De teama rigorilor războiului și cum Brăila devenise un oraș nesigur, Virginia, surorile sale și cei doi copii ai săi Cristian și Virgiliu s-au refugiat, înainte de Crăciunul anului 1916, la Huși. Au plecat din oraș cu mare greutate, cu ajutorul a doi ofițeri răniți. Au găsit găzduire la Huși la familia inginerului Loghin. În curtea casei, Cristian aduna toți copiii din vecini, "regizând" mici piese de teatru. Pe timpul verii, Virginia și-a luat copiii și s-a mutat la Pogonești.
Aici i-a găsit Gheorghe în pragul Crăciunului. Și-a dus familia la Iași, unde a găsit o locuință temporară. În restaurantele Târgului Ieșilor, Cristian avea să asculte muzica lui Ion Marin, Ionel Băjescu-Oardă și Alfred Pagoni. Vibrația cântecelor "Închide ochii dulci" și "Cărăruie care duci la București" ascultate acolo i-au adus toată viața lacrimi în ochi. Îl duceau cu gândul la ultimele momente petrecute alături de tatăl său. A fost pentru prima și ultima dată când Virginia și cei doi copii au văzut crucea lui Gheorghe, care a căzut în luptele de la Mărășești în după-amiaza zilei de 17 august.
La Brăila, în casa de pe Bulevardul Carol I nr. 169, astăzi Independenței, Cristian Vasile și-a petrecut a doua parte a copilăriei.
A urmat cursurile primare la Școala nr. 3 de pe Strada Ștefan cel Mare, aproape de Strada Victoriei. Bulevardul i-a servit drept "teren de joacă". După ore, Cristian și Virgiliu, sau Bibi și Pițu, puneau la cale tot felul de jocuri, inspirate din cărțile lui Jules Verne. Organizau chiar și întreceri sportive și, ca să aibă concurenți veritabili, pe banii pe care mama lor, Virginia, li-i dădea pentru covrigi, cumpărau tot felul de obiecte pe care le ofereau drept premii câștigătorilor.
Cristian reproducea cu mare talent melodiile pe care le auzea la mama lui. Așa că Virginia l-a dus să studieze vioara la bătrânul pedagog Grünberg. Acesta vedea în el un mic Kubelik, fiindcă se corecta singur atunci când greșea notele. Când lecțiile s-au complicat, micul Kubelik a pus vioara în cui. Stăruitoare, Virginia l-a dus la Filarmonica "Lyra". Dar lui Cristian i s-a părut mult prea anevoios studiul viorii. Prefera să îngâne un cântecel, fermecându-i pe cei care-l auzeau. În clasele primare s-a dovedit cel mai talentat la muzică, ba chiar a fost solistul corului școlii.
Brăilean ca și Jean Moscopol, Cristian Vasile a interpretat șlagăre de mare succes în perioada interbelică. 
În 1919, după ce a absolvit cursurile primare, s-a înscris la Liceul "Nicolae Bălcescu" din Brăila. A avut parte de profesori renumiți la mai toate materiile, inclusiv la muzică, unde l-a avut îndrumător pe renumitul Jean C. Andrian.
După ce a absolvit liceul în orașul natal, Cristian Vasile a luat drumul Bucureștilor. S-a înscris la Conservator. Dorea să devină solist de operă și părea neclintit în hotărâre.

### Conservatorul
În Bucureștiul plin de tentații la fiecare pas, Cristian Vasile a început o nouă viață. În anii dintre războaie protipendada intelectuală a Capitalei se dădea în vânt după spectacole de ținută. De asemenea, restaurantele și grădinile de vară faimoase precum "Zissu", "Cina",  "Lafayette" și alte câteva precum "La Răcaru", "Băneasa",  "La Șosea" ori "Roata lumii" erau la mare căutare.
Aici poposeau seară de seară orchestre care susțineau programe atât de bune încât publicul sorbea spectacolul "pe nerăsuflate". Pentru un provincial precum Cristian Vasile, îndrăgostit până peste cap de muzică, împătimit chiar, hotărât să-și urmeze visul și de a deveni cântăreț de operă, ispita a fost cu atât mai mare, oferindu-i-se două extreme: glorie și năpastă. A gustat din ambele cupe.
După ce a fost admis la Conservator, Cristian Vasile a fost repartizat la clasa de canto a profesorului Romulus Vrăbiescu, pe vremea aceea mare tenor al Operei Române, de asemenea, brăilean. Destinul său avea să fie însă altul, departe de cariera operetistică la care a visat ani de-a rândul.
După ce a plecat din cămin, a început să neglijeze cursurile la Conservator. În final, a renunțat la studenție. Pentru profesorul Vrăbiescu a fost cea mai mare dezamăgire din cariera sa de dascăl. Cristian și-a croit destinul în muzica ușoară. Aborda tangoul și romanța cu mare lejeritate și cânta cu dăruire, seară de seară, încât, la scurt timp, numele său a ajuns pe buzele tuturor bucureștenilor, iar faima i s-a dus, încet-încet, în întreaga țară și dincolo de granițele ei.

### Debutul și gloria
Visul său s-a spulberat într-una din serile în care a cântat, rugat de prieteni, la restaurantul "Răcaru". Student pe atunci la Conservator a dat o veritabilă lecție de muzică pianistului care bâjbâia armoniile, șoptindu-i acompaniamentul corect. Cristian și-a făcut debutul în muzica ușoară purtând în suflet, ca un talisman, amintirea lui Alferd Pagony, a cărui voce o ascultase pe plăci de patefon.
Însă după cum se destăinuia Cristian într-una din scrisorile adresate medicului brăilean, a ales să cânte romanțe și tango nu pentru că în anii de studenție îmbrăcămintea i se cam lustruise, nici pentru "hrana cea de toate zilele". "Nimic din toate astea", ci din "dragoste pentru cântul vocal". A ales gloria momentului și a renunțat în cele din urmă la studenție.
Acestuia i se propuneau contracte peste contracte. Proprietarii restaurantelor faimoase îl curtau pentru a cânta în localurile lor. Când pleca de la un restaurant pentru a cânta în altă parte, noul patron acoperea pierderile pricinuite de vechiul contract, mai ales că prin plecarea lui Cristian Vasile părăseau localul și o parte din clienți. Vocea interpretului era ca o vrajă pentru auditoriu, magie ce plutea chiar și în momentul în care melodia se sfârșea. Preț de câteva secunde se instala în sală tăcerea. Ca la un semn se declanșau aplauze furtunoase. Cristian Vasile a ars precum o flacără. 
Cristian Vasile a iubit tangoul. A cântat și romanțe, dar prea puține. S-a aruncat în brațele tangoului, pe care l-a interpretat în stil propriu, unic, cu mare eleganță. "Îi ardeau ochii și-i ardea glasul când apărea în public, dăruindu-se cântecului cum numai puțini interpreți ai acestui gen au făcut-o. (...) Avea o voce caldă, clară, maleabilă, cu un ușor tremur în ea, al cărei patetism exprima o întreagă epocă. Ion Vasilescu i-a spus „Ultimul trubadur”.
După o noapte de cântec, a doua zi "a dat piept" cu profesorul Vrăbiescu. Acesta i-a pus în brațe volumul cu vocalize. Tânărul student s-a poticnit încă de la primele măsuri. Vocea gâjâită i-a stârnit bănuieli profesorului de canto. Cristian i-a mărturisit că se dăduse în spectacol la Răcaru, determinându-l pe dascăl să fie cât se poate de tranșant: "Ori cu mine, ori cu Răcaru!". Fără să stea pe gânduri, a doua zi, Cristian a revenit la restaurant, unde-l aștepta Ionel Fernic.
Pe lângă vocea catifelată, Cristian Vasile avea și alte avantaje: un fizic plăcut și o inimă de aur. Era un tânăr fermecător, inteligent și spiritual. Femeile erau înnebunite după el. Întotdeauna avea o prezență impecabilă. "Se îmbrăca elegant, cu haine de cea mai bună calitate, mereu cu colțul batistei bine asortată cu nuanța costumului, așezată în buzunarul de la piept. Nimeni nu l-a văzut vreodată neglijent. N-a fost purtătorul steagului virginității, dar nici despotul vieții destrăbălate. El cucerea nu prin bărbăție fizică, ci prin candoare și tandrețe.
Cristian Vasile avea multe iubite. Unele îl căutau acasă, determinând-o pe gazda interpretului, doamna Apostolescu, să facă ordine în rândul admiratoarelor. Cea care l-a îndemnat să-și găsească o fată alături de care să-și întemeieze o familie a fost însă mama sa. Cristian se gândea însă prea puțin la acest aspect. Câștiga foarte mult, cheltuia fără măsură. A întâlnit-o pe Francesca Frangula, o tânără din zona Romanului, care îi făcea ochi dulci, mascând o prietenie "sinceră".
În realitate scopul ei era de a pune mâna pe banii lui. A divorțat de primul soț și s-a mutat la tânărul cântăreț. Cristian a mobilat o nouă casă pentru femeia de care era îndrăgostit. A înscris-o la Conservatorul de Artă Dramatică, pentru ca, în final, să o ducă în fața ofițerului stării civile. O iubea, dar el nu se bucura de aceeași răsplată. Francesca se îmbrăca provocator. Îi vorbea însă mieros, ca să-i inducă o falsă fericire.
Dar pentru Cristian n-a fost o problemă. Era în mare vogă. Câștiga într-o lună cât un funcționar diplomatic într-un an. Sunt cuvintele medicului, dirijorului și muzicologului brăilean Nicu Teodorescu. Domnia sa ne-a povestit despre marele cântăreț Cristian Vasile, pe care l-a cunoscut la Piatra-Neamț.
Marele diseur i-a povestit ulterior în câteva scrisori momentele de glorie și tristețile vieții sale. Dr Teodorescu păstrează cu drag corespondența, alături de 15 discuri și numeroase fotografii pe care le-a primit de la Cristian și Virgiliu Vasile. Amintirile despre Cristian le-a adunat într-o carte intitulată cât se poate de sugestiv "Ultimul trubadur".

### Primele imprimări
Prima întâlnire a lui Cristian Vasile cu casele de discuri o povestește chiar el în paginile revistei „Magazinul”:
„Acum vreo câțiva ani, după ce cântasem multă vreme la Răcaru, m-am dus la directorul unei firme fonografice, propunându-i să mă angajeze în exclusivitate, cu pretențiuni nu prea mari. Nefiind prea cunoscut, cartea mea de vizită nu putea să spună mare lucru acelui director...
Fără să m-asculte, m-a refuzat! De atunci a curs multă apă pe Dâmboviță și reputația mea a crescut. Am înregistrat întâi la Berlin, pe plăci Odeon, în aprilie 1931: „Adieu mein kleiner Gardeofizzier - Adio, scumpa mea” și „Frag nicht warum ich weine - Nu mă-ntreba” apoi multe plăci Columbia. Într-o zi am primit câteva rânduri din partea aceluiași director pe care îl solicitasem eu odinioară rugandu-mă să mă duc să iscălesc un angajament cu el. Oferta era frumoasă, dar eu nu uitasem primirea ce mi s-a făcut prima dată”
Cristian Vasile devenise în acea perioadă cel mai bine vândut artist, având  și numărul cel mai mare de plăci imprimate.

### Carieră artistică
Două decenii (1928-1949), atât a ținut cariera de cântăreț de muzică ușoară a lui Cristian Vasile. Dar cât timp a ținut a fost o glorie adevărată în domeniul  efemerei arte a melodiilor repede îmbrățișate și apoi, tot atât de repede, date uitării. „Răcaru”, „Roata lumii”, „Vișoiu”, restaurantul „Grand”, terasa „Lafayette”, acestea au fost localurile în care a cântat. De altfel, compozitorul Ion Vasilescu i-a recunoscut calitățile pe bună dreptate după ce i-a încredințat mai multe melodii care au avut mare succes, printre care și "Cel din urmă tango". 

Cristian Vasile acompaniat de Orchestra Dajos Bela

Privind la anii care au trecut, aflat în pargul vârstei de 60 de ani, Cristian Vasile îi mărturisea dr Nicu Teodorescu: "Astăzi, pensionar poate înainte de vreme, cu fire de argint în părul cu care mă mândream odinioară, trăiesc însingurat la Piatra-Neamț, departe de zbuciumul vieții noastre din trecut, departe de tinerețea ce am lăsat-o în urmă, vă ascult vocea la radioul meu, iau parte la succesele voastre, ale celor ce mai sunteți în viață. Mă gândesc la începuturile mele, la drumul spinos și greu de pionier al genului, cum mă numea pe bună dreptate, cineva la posturile noastre de radio!".
Numeroși compozitori îi încredințau piesele lor. Era inclus în programele de la Radio, iar casele de discuri Odeon și Columbia îi scoteau disc după disc. Columbia avea pe atunci sediul vizavi de Palatul Telefoanelor, dar pentru imprimări Cristian mergea la Viena. Nu-i lua mult să descifreze o partitură. Câteva piese le-a pus la punct în trenul București-Viena, apoi le-a imprimat, fără nici o ezitare, în timp ce alți interpreți făceau zeci de probe. I-a uluit pe managerii casei de discuri.
De-a lungul prodigioasei sale cariere muzicale, Cristian Vasile a înregistrat,pe discuri de ebonită ale Caselor de Discuri Odeon și Columbia,aproape 300 de cântece (câte 2 piese pe disc), marea majoritate fiind tangouri. Multe din aceste piese au fost succese incontestabile în epocă. Faima unora a străbătut nemilosul timp,până în zilele noastre. Poate cel mai cunoscut tango al său a fost celebrul ''Zaraza'' ,al compozitorului uruguayan Benjamin Tagle-Lara. Textul adaptat al versiunii românești a tangoului nu este o traducere din spaniolă și nu are nicio legătură cu textul original al tangoului uruguayan cu același nume,''Zaraza''.
Când i-a expirat contractul de la "Răcaru", Cristian a primit salariu dublu la "Grand Restaurant" pe Calea Victoriei. Cum renumitul local "Lafeyette" se afla alături, patronul, văzând cum numărul de consumatori creștea pe zi ce trecea la localul alăturat, mulți venind doar să-l asculte pe Cristian, i-a făcut o ofertă și mai avantajoasă. Tânărul cântăreț a acceptat să cânte doar la bomboneria "Lafayette", acompaniat de orchestra James Cook.
A mai cântat și în grădina de vară numită "La Bufet" din apropierea Palatului Telefoanelor, dar și în celebrul local "Roata lumii". Fiecare seară era un nou triumf pentru Cristian Vasile. Elly Roman i-a încredințat piesa "Ilona", apoi "Nușa" și "Gândește-te la mine". Lui Ion Vasilescu i-a lansat de asemenea mai multe cântece: "Te-aștept diseară-n Cișmigiu", "Vrei să ne-ntâlnim sâmbătă seara?", ultima piesă reluată cu succes de alt brăilean: Jean Moscopol. Vechiul său prieten Ionel Fernic i-a compus o nouă piesă - "Nunuța".
I-a încredințat-o lui Cristian știind că nimeni nu o putea interpreta cu același patos și talent. I-a compus apoi și alte cântece faimoase: "În ochii tăi fermecători", "Pe boltă, când apare Luna", "Aprinde o țigare" și multe altele.
Nu era deloc cumpătat în privința cheltuielilor. În plus, Maud Mary, femeia de care era îndrăgostit, l-a adus în pragul disperării. O iubea nespus, așa că nu se uita la banii pe care-i cheltuia pentru capriciile ei. Casa din Strada Basarabiei a fost transformată de Cristian într-un veritabil palat: mobilierul a fost adus din străinătate.
Oglinzile au fost aduse, de asemenea, de la Veneția. După ce și-a atins scopul, Maud Mary l-a îndepărtat. Distrus sufletește, a vrut chiar să se sinucidă. A fost salvat de mama sa, "singura femeie care l-a înțeles și l-a iubit cu adevărat". "Ea locuia pe atunci la Predeal împreună cu fiul mai mic, Virgiliu.
În scurta perioadă cât a stat cu ei, Cristian și-a recăpătat încrederea în viață. Încurajat de veșnicul său optimism, pleacă la București în căutarea unui nou angajament. Numai că fratele său aflase că marele diseur căzuse pradă unei boli de piept.
Într-o înțelegere tacită cu Alfred Pagony, a încercat să-l determine pe Cristian să mai rămână la Predeal o vreme, dându-i 25.000 de lei pentru un viitor angajament. Imprevizibil, renumitul cântăreț a revenit la București, însă succesul de odinioară nu l-a mai urmărit. Nopțile pierdute cândva în restaurante și viața "trepidantă" și-au spus cuvântul. S-a îmbolnăvit grav. A fost îngrijit de o admiratoare până când mama sa l-a dus la Sinaia, unde avea o vilă.

### Sfârșitul carierei
Când s-a simțit în putere a plecat din nou la București. N-a putut să găsească însă nici un contract. S-a înrolat pe front în echipele artistice. A ajuns până la Don, dar dezastrul militar l-a adus din nou în țară.
A plecat apoi pe Frontul de Vest. A revenit la București și a fost angajat la un mic restaurant de lângă Cișmigiu. Respira însă greu și obosea, slăbise foarte mult și abia se mai ținea pe picioare. A căzut din nou la pat. Diagnosticul: TBC.
Femeia de lângă el l-a părăsit. L-a anunțat pe un prieten de-al lui Cristian, un anume Heimovici, să vină să-l interneze deoarece are febră tifoidă. A fost dus la Sinaia, unde fratele său, Virgiliu Vasile, era șeful judecătoriei locale. Aflând de noua năpastă care s-a abătut asupra fiului său, Virginia a plecat de la Predeal pentru a fi lângă băiatul său. Cu mare greutate familia a reușit să-i procure medicamentele de care avea nevoie. Se găseau doar "la negru". Ca să poată respira a fost supus unui dublu pneumotorax.
„Marele Cristian Vasile, vedeta muzicii ușoare, cel din lumina reflectoarelor, aplaudat, bisat, aclamat, admirat, era nevoit să trăiască la pat. Murea câte puțin în fiecare zi. Ros de boală, se hrănea doar cu amintirea unui trecut glorios. Deși i se făcuse recomandarea de a sta numai în poziție orizontală, era deseori găsit stând în fotoliu, cu ochii umeziți. Alteori, privea cu orele pe geam”, spune. Virgiliu Vasile, fratele diseurului, i-a povestit muzicologului Nicu Teodorescu momentele dramatice pe care le-a trăit Cristian. 

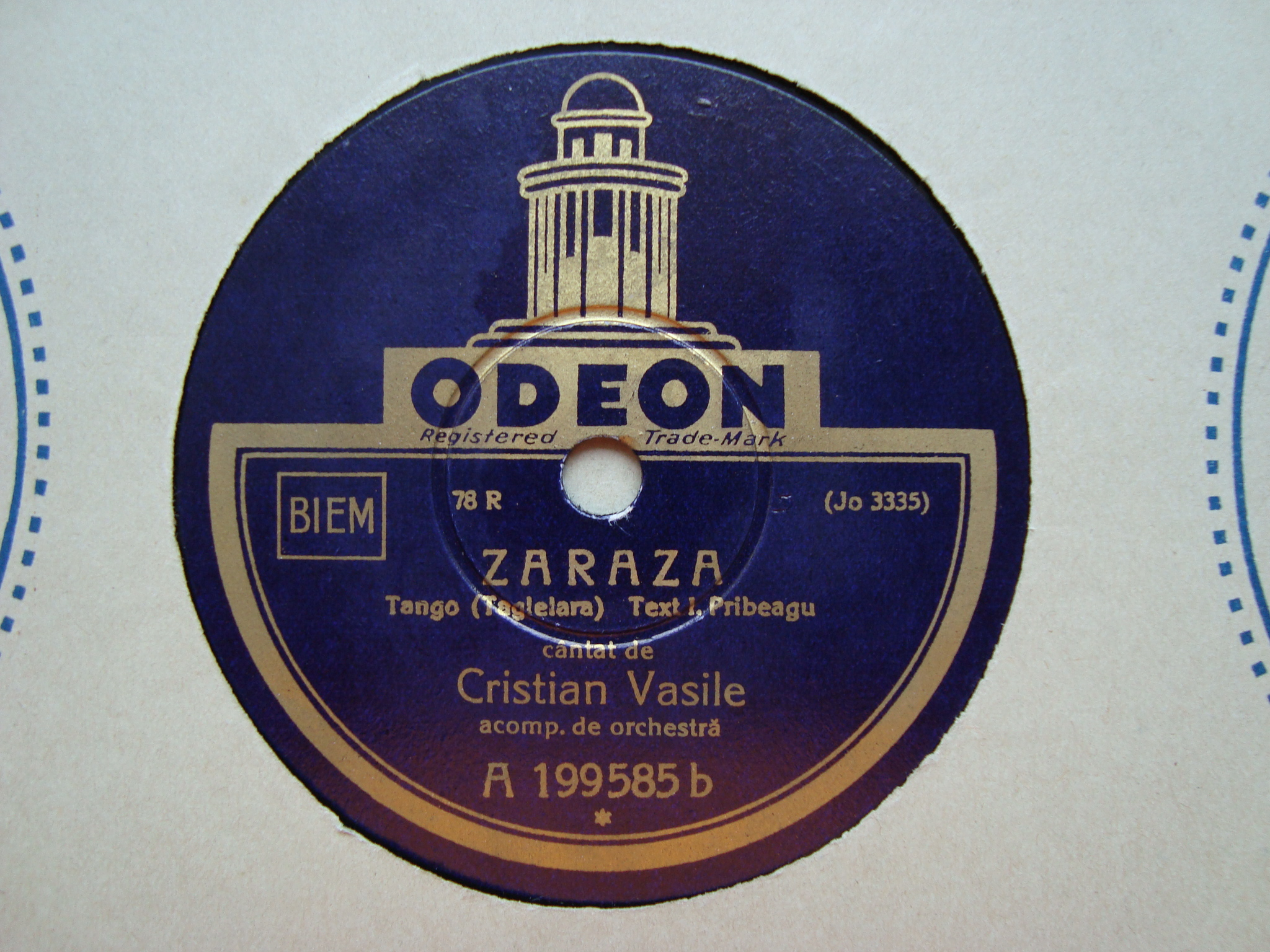
Discul legendă, înregistrat la Berlin în 1931

Vremuri grele aveau să vină în familia Vasile Virgiliu a fost scos din magistratură în urma unei reorganizări și a fost nevoit să se ocupe cu diferite activități, departe de pregătirea lui profesională, pentru a-i putea procura medicamente fratelui său. Ulterior și-a vândut chiar și mobila din sufragerie și dintr-un dormitor pentru a cumpăra doctoriile necesare. Apoi, Virginia a început să împletească mileuri și pulovere ca să facă rost de bani.
Când starea i s-a ameliorat, Cristian a ieșit la scurte plimbări prin stațiune. Timpul trecea greu în lipsa unei activități. Și-a căutat un serviciu, pentru a mai ușura poverile din casă. A găsit un post: responsabil de cămin cultural. A încercat să dea viață unei echipe de teatru.
A căutat amatori, a făcut o selecție, a format o trupă, asumându-și rolul de regizor, solist și director de scenă. Activistul de partid i-a oprit însă orice avânt. Cu mare greutate a pus în scenă "Năpasta". A jucat rolul lui Ion. Sala a fost plină până la refuz. La finalul spectacolului, actorii au fost ovaționați minute în șir, Cristian amintindu-și astfel de anii de glorie. S-a gândit apoi să pună bazele unui cor. Dar activistul de partid i-a pus din nou "bețe în roate".
L-a sfătuit să înființeze un cor muncitoresc și să aibă în repertoriu piese închinate lui Stalin. N-a avut încotro. A muncit mult cu ansamblul coral, în săli neîncălzite. S-a îmbolnăvit din nou. Când și-a revenit, a lucrat o vreme pe șantierul Întreprinderii Gaz Metan din Mediaș. S-a întors apoi în Capitală, unde s-a angajat la Circul de stat, prezentator de programe. A căutat însă un serviciu mai liniștit și a găsit un post de regizor la Teatrul de păpuși "Țăndărică". Viața i-a adus-o aproape pe Rada Moldoveanu.
S-au mutat la Piatra-Neamț, el ca regizor, Rada sufleur, apoi s-au căsătorit. Aici Rada s-a pensionat. I-a urmat și Cristian, din pricina bolii. Respira foarte greu, folosind inhalația cu alopent, prin intermediul unui mic aparat, procurat de fratele său, Virgiliu, pe o sumă considerabilă.

## Decesul
Căutând un loc cu o climă propice, Rada și Cristian s-au mutat o vreme la Predeal. S-au stabilit apoi la Sibiu. Pe lângă boala de plămâni, Cristian a suferit și o paralizie a corzilor vocale și o boală de inimă. La Sibiu, Cristian și-a trăit ultimele clipe. A murit la jumătatea lunii iunie 1974. A fost condus pe ultimul drum, la Cimitirul Hiprodrom I din municipiu, de familie și câțiva prieteni, printre care și interpreta Mia Braia.

## Prezența în literatură
Asa cum si Carlos Gardel a fost amintit in diverse piese literare sudamericane (Jorge Luis Borges, Julio Cortázar, Ernesto Sábato, Gabriel García Márquez - in romanul Iubirea in vremea holerei), Cristian Vasile a devenit si personaj literar, in povestirea Zaraza, de Andrei Ruse. Datorita succesului acestei povestiri pseudo-documentare, a devenit mai apoi si personaj de film Supraviețuitorul, de Sergiu Nicolaescu) si de teatru (La vulpea roșie, de Pușa Roth)